# Gunsmith Cats
Gunsmith Cats je japanska anime serija žanra akcijska komedija koju je režirao Takeshi Mori po istoimenoj mangi. Serija je objavljena isključiva na video tržištu i ima samo 3 epizode.
Philip Brophy je usporedio Gunsmith Cats sa ženskom verzijom serijala Smrtonosno oružje. Autor mange Kenichi Sonoda iskoristio je Chicago kao nadahnuće za radnju. Radi potrebe animea, neki tmurniji konteksti stripa - ovisnost o drogama i dječja prostitucija - izbačeni su iz priče kako bi se naglasak stavio na humoristični ugođaj.

## Radnja
Chicago. Rally i May su dvije djevojke opsjednute oružjem pa stoga i vode malu trgovinu koja prodaje puške, pištolje i bombe. Usput dodatno zarađuju kao lovci na glave, a njihova prijateljica je plaha Becky. Jednog dana u njihovu trgovinu uđe inspektor Bill, zadužen za kontrolu oružja, te im "ponudi" da mu pomognu uhititi lokalnog kriminalca ili će im zatvoriti dućan zbog neposjedovanja dozvole i neplaćanja poreza. Rally i May nevoljko pristaju pomoći, no ubrzo se upletu u opasan milje kriminala u koji je upleten i sam političar Edward Haints koji se kandidira za gradonačelnika, pa im mafijaši pošalju rusku atentatoricu Natašu da ih likvidira.

## Glasovi
- Rally Vincent - Michiko Neya
- Minnie May Hopkins - Kae Araki
- Becky - Aya Hisakawa
- Bill Collins - Hochu Otsuka
- Jonathan Washington - Daisuke Gori

## Kritike
| „       | Ovdje imamo dinamičnu akcijsku seriju koja je za glavu ispred ostalih izdanaka žanra. Kenichi Sonoda ima oko za detalje. Htio je da okolina bude smještena u Chicago pa je osobno otišao u taj grad i napravio fotografije ulica...Ono što najviše nagriza ovaj anime je to da je sve samo akcija i ništa više. Htio sam više saznati o Rally i o prošlosti od Nataše i kako su postali to što jesu. | ” |
| — Kain, | |   |

| „               | Događaji se odigraju iz čiste podobnosti, a ne logike, te stoga ništa ne treba objašnjenja. To ne znači da će se uvrijediti inteligencija gledatelja nego samo da ne treba nikakva osobita kako bi se uživalo u priči...Akcija je jedno područje gdje smatram da anime zapravo nadmašuje mangu. Iako priznajem da je Sonoda sposoban u stvaranju prekrasnih akcijskih scena u crno-bijelom, jednostavno se ne može usporediti s akcijom u boji i glasnim zvučnim efektima. | ” |
| — Anime Critic, | |   |

| „              | Animacija je tečna i brza kada je potrebno, uvećavajući akciju do potpune slave. Scenarij je također vjeran stilu stripa, s razmjerno inteligentnom pričom (iako je doduše predvidljiv), lagano začinjen kemijom između Rally i May. Čak ni sinkronizacija nije toliko loša. | ” |
| — Raphael See, | |   |

## Vanjske poveznice
- Gunsmith Cats na Internet Movie Databaseu
- Gunsmith Cats na Anime News Network
- Gunsmith Cats na AnimeNfo
- Online manga[neaktivna poveznica]